# Église Saint-Pierre d'Auxy
L'église Saint-Pierre d'Auxy est une église romane située sur le territoire de la commune d'Auxy dans le département français de Saône-et-Loire et la région Bourgogne-Franche-Comté.

## Historique
L'édifice, construit au douzième siècle, est reconstruit au dix-neuvième siècle [1].

## Protection
Il fait l'objet d'une inscription au titre des monuments historiques depuis un arrêté du 23 juillet 1976 pour son chœur et sa nef.

## Description
L’église se compose d’une nef romane de quatre travées, flanquée de bas-côtés datant de 1844 voûtés en berceaux (sauf chaque dernière travée, plus ancienne, voûtée d’ogives).

## Mobilier
À l'intérieur de l'église est visible une statue de saint Pierre, du XVe siècle, en bois, avec inscription sur le socle « PIERRE » (inscrite aux Monuments historiques en 1978). Le saint patron de l’église est représenté en évêque, assis, coiffé d’une mitre conique.